# Crunchbase
Crunchbase es una plataforma que agrupa información empresarial sobre compañías privadas y públicas.
La información de Crunchbase sobre dichas empresas incluye: las inversiones que han realizado y recibido, el listado de miembros fundadores o individuos en posiciones relevantes, adquisiciones, noticias y tendencias de la industria. Originalmente construida para seguir startups, Crunchbase contiene ahora información de empresas públicas y privadas a escala global.
Algunos de los competidores de Crunchbase dignos de mención son Tracxn, CB Insights, Mattermark, y Datafox.
La plataforma obtiene la información de cuatro maneras: con el programa Venture, que permite a las propias empresas actualizar sus fichas, mediante aprendizaje automático, un equipo propio dedicado a la recolección de datos y la comunidad.
Los internautas pueden enviar información actualizada, igual que ocurre con Wikipedia, que luego es revisada y validada por un equipo de moderadores.

## Historia

Logotipo anterior antes de ser renombrado a Crunchbase

Crunchbase fue fundada en 2007 por Michael Arrington, como un sitio en el que controlar/seguir startups que la compañía TechCrunch destacaba en sus artículos. Del 2007 al 2015, TechCrunch mantuvo el control de la plataforma.
En septiembre de 2010, AOL adquirió TechCrunch y en consecuencia se hizo también con Crunchbase. En noviembre de 2013, AOL entró en una disputa con la startup Pro Populi por el uso que hacia la compañía de toda la base de datos de Crunchbase en sus apps. Una de estas apps, conocida como People+ Pro Populi estaba representada por la Electronic Frontier Foundation.
En 2014, Crunchbase añadió incubadoras, socios de capital de riesgo y un top startups.
En 2015, Crunchbase dejó de formar parte de AOL/Verizon/TechCrunch para pasar a ser una empresa independiente. En septiembre de ese mismo año, comunicaron que habían logrado 6.5 millones de dólares de inversión por parte de Emerge Capital. A esta inversión, le siguió otra de 2 millones de dólares en noviembre.
En 2016 cambiaron el nombre de la compañía de CrunchBase a Crunchbase y lanzaron su primer producto, Crunchbase Pro.
En abril de 2017, recibieron otra ronda de financiación de 18 millones de dólares de Serie B por parte de Mayfield Fund. Al mismo tiempo, lanzaron otros dos nuevos productos, Crunchbase Enterprise y Crunchbase for Applications.
En 2018, Crunchbase lanzó "Crunchbase Marketplace".
En octubre de 2019, Crunchbase cerró una ronda de financiación de Serie C de 30 millones de dólares. Está fue liderada por Omers Ventures y también participaron inversores previos como Emergence, Mayfield, Cowboy Ventures y Verizon.

## Estadísticas
Crunchbase cuenta con más de 560.000 colaboradores activos en la plataforma. Unos 5 millones de usuarios acceden a la página web de Crunchbase cada mes.